# Diadème
Pour les articles homonymes, voir Diadème (homonymie).

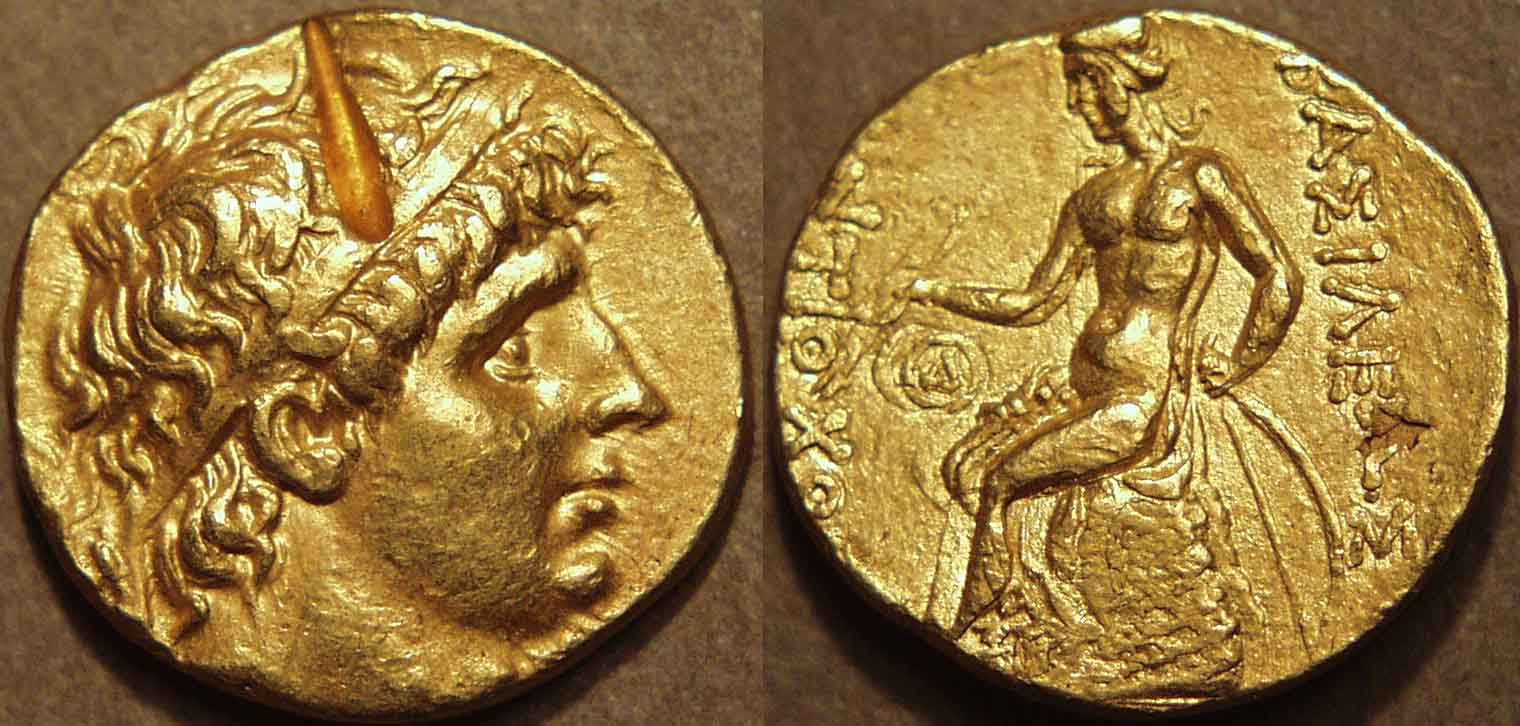
Statère d'or à l'effigie d'Antiochos Ier portant le diadème (ruban marquant la dignité royale à l'époque hellénistique).

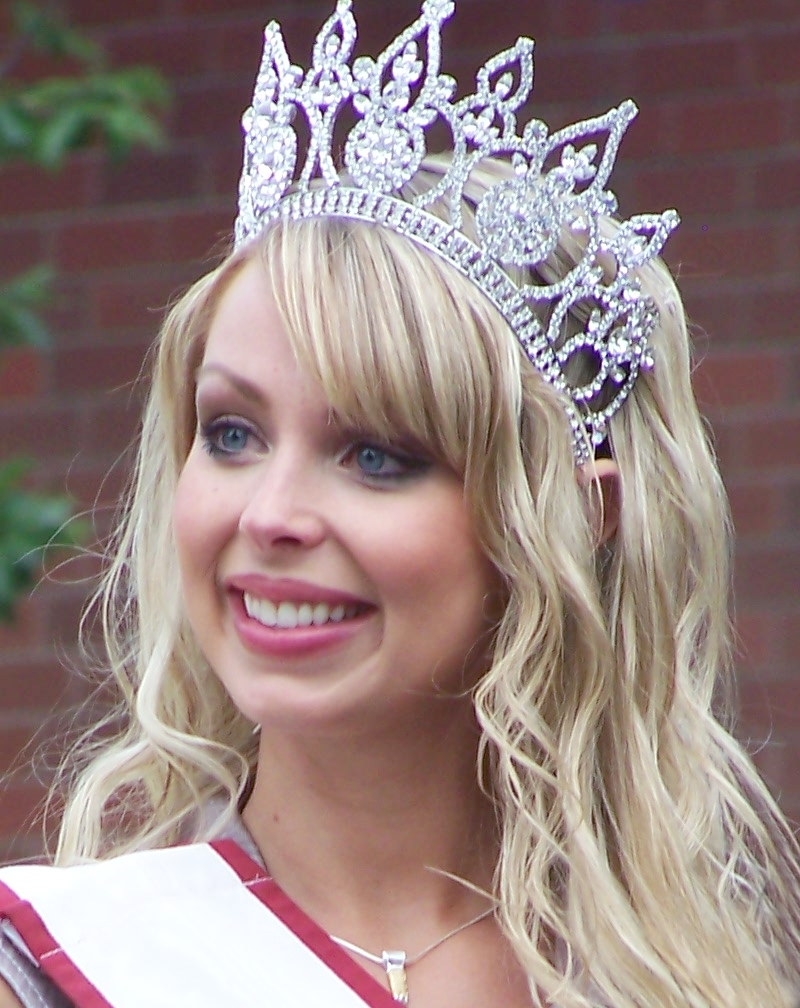
Alesia Fieldberg portant un diadème.

Un diadème est un type de bandeau, et plus particulièrement un bandeau ornemental employé par les monarchies orientales comme signe de royauté. Le mot dérive du grec διάδημα, diadema, terme lui-même dérivé de διαδέω, diadeo, qui signifie entourer ou serrer.

## Étymologie et histoire
Le terme désigne à l'origine un ruban de soie blanche brodée, terminé par un nœud et par deux bandelettes retombant sur les épaules. Il entourait la tête du roi et signifiait ainsi son autorité. En Perse, la couronne était composée d'une haute tiare dressée sur la tête et cerclée d'un diadème.
Ce n'est que plus tard qu'il s'appliquera à une couronne ou à un ornement de tête circulaire. Ainsi, la couronne portée par les rois d'Angleterre est en réalité un diadème, de même que la couronne des barons, surmontée dans certains pays de trois globes.

## Le diadème comme bijou
Un diadème est aussi un bijou de la forme d'une demi-couronne. Les femmes le portent sur le devant de la tête, au-dessus du front. Dans ce sens, on l'appelle également en français une tiare (du faux-ami anglais tiara), qui désigne habituellement une couronne plus imposante. Dans certaines sociétés, cela peut être aussi une couronne de fleurs.